# AWE Productions
Pour les articles homonymes, voir Awe.
AWE Productions, Inc., aussi dénommé AWE Games, Inc., est un studio américain de développement de jeux vidéo fondé en 1997 par James M. Wheeler et disparu en 2010. La société est principalement connue pour avoir développé la série de jeux d'aventure Agatha Christie ainsi qu'un ensemble de jeux d'action centrés sur le personnage de Bob l'éponge.

## Histoire
La société AWE Productions, Inc. est fondée en avril 1997 par James M. Wheeler, qui occupait précédemment le poste d’executive producer chez IntraCorp. James M. Wheeler reste jusqu'en 1999 le seul membre de l'entreprise (société unipersonnelle). À partir de février 1999, la société lance la marque AWE Games : une équipe de développement est recrutée et s'installe dans des locaux situés à Weston en Floride. Le domaine Internet awegames.com est acquis pour héberger le site officiel de l'entreprise : James M. Wheeler y fait inscrire l'ensemble des jeux qu'il a produits depuis le début des années 1990 avec IntraCorp comme des jeux développés par AWE Productions, créant quelques confusions en laissant croire que la société existe depuis 1992. À son apogée vers 2007, le studio emploie jusqu'à 25 personnes. La société connaît peu après des difficultés financières et ferme ses portes en 2010.

## Jeux développés
Au cours de ses années d'activité, le studio développe plus de 20 jeux vidéo de genres très différents. Dans le domaine du jeu d'aventure, AWE Games réalise notamment les jeux de la série Agatha Christie qui sont édités par The Adventure Company. Dans le domaine du jeu d'action, le studio développe principalement des jeux vidéo centrés sur le personnage de Bob l'éponge, édités par THQ.
Le premier jeu réalisé par AWE Games en 1999 est un jeu de simulation pour PC intitulé MatchBox Caterpillar Big Dirt Movers, tandis que le dernier jeu développé par le studio est un jeu d'aventure pour Nintendo DS intitulé Nancy Drew: The Model Mysteries, paru en 2010 et adapté des aventures de Nancy Drew.
Parmi les jeux développés par le studio se trouvent notamment :
- 2001 : Jimmy Neutron, un garçon génial
- 2002 : Jimmy Neutron vs. Jimmy Negatron
- 2003 : Bob l'éponge : Bataille pour Bikini Bottom
- 2005 : Bob l'éponge, le film (jeu vidéo)
- 2005 : Bob l'éponge : Silence on tourne !
- 2005 : Agatha Christie : Devinez qui ? Adapté de Dix Petits Nègres
- 2006 : Agatha Christie : Le Crime de l'Orient-Express
- 2007 : Agatha Christie : Meurtre au soleil